# علیمرادخان بختیاری
علیمرادخان بختیاری از بزرگان باب میوند شاخه چهارلنگ بود.
علیمرادخان پس از روی کار آمدن نادرشاه افشار، به او پیوست. اما پس از رنجش از رفتار یکی از فرماندهان قزلباش، از سپاه نادر روی برتافته و بانی شورشی بزرگ در سال ۱۱۱۳ شمسی برابر با ۱۱۴۷ قمری و ۱۷۳۵ میلادی برعلیه نادرشاه شد. 
قیام علیمرادخان بختیاری هم‌زمان با قدرت گرفتن نادرشاه بود. علیمراد و نادرشاه مدت دو سال با هم جنگیدند و علیمرادخان بختیاری در سه جنگ سپاه نادر را شکست داد و حتی دو تن از فرماندهان نام‌آور سپاه نادر در این نبردهای نظامی در کوهستان‌های زاگرس کشته شدند.
علیمرادخان بعد از اینکه سپاه نادر را در سالند کوه شکست داد، رسماً تاجگذاری کرد و «علیمرادشاه» نامیده شد.
سکه ضرب کرد که شعر سکه بدین شرح بود 
میکنم دیوانگی تا بر سرم غوغا شود
سکه بر زر میزنم تا صاحبش پیدا شود 
شعر دیگر بر روی دیگر سکه بدین شرح است 
علیمراد مرا داد و بخت یاری کرد 
به زیر سکه من نقره کامکاری کرد 
منظور از عبارت «تا صاحبش پیدا شود» احتمالاً اعتقاد به مشروعیت شاهزاده طهماسب دوم صفوی بوده‌است. همچنین ممکن است اعتقاد به ظهور امام زمان (عج) باشد.
حکومت علیمراد، هم‌زمان با ظهور نادر به عنوان یکی از نوابغ نظامی بود. علیمرادشاه بختیاری که خود نیز از نوابغ نظامی عصر خود و برخوردار از حمایت مردمی لرتباران بود، سه بار نادر را شکست داد ولی در چهارمین نبرد وضع دیگرگون شد.
درنبرد اخر  نیروهای دولتی از سمت لرستان فیلی، کهگلویه،شوشتر، کرمانشاه و … به یکدیگر پیوسته و سپاه علیمراد را محاصره کردند که سرانجام علیمراد مغلوب سپاه افشار گشته و گرفتار بند شد. نادر نیز دستور داد چشمانش را کور کنند و دست و پایش را ببرند تا عجز و لابهٔ او را به چشم خود ببینم. جلادان چنین کردند و علیمراد پس از سه روز تحمل درد و رنج، جان داد. وقتی نادر با پیکر بی جان علیمراد مواجه شد چندین روز اندوهگین بود و غبطه میخورد که چرا سردار بزرگی همچون علیمراد را از دست داده است.
نادر پس از برچیدن حکومت علیمرادشاه بختیاری، حدود ده هزار خانوار از بختیاریان را تبعید کرد و بیشترین تبعیدی از ایل میوند به همراه قاسم خان عموی علیمراد بود .